# Système éducatif à Cuba

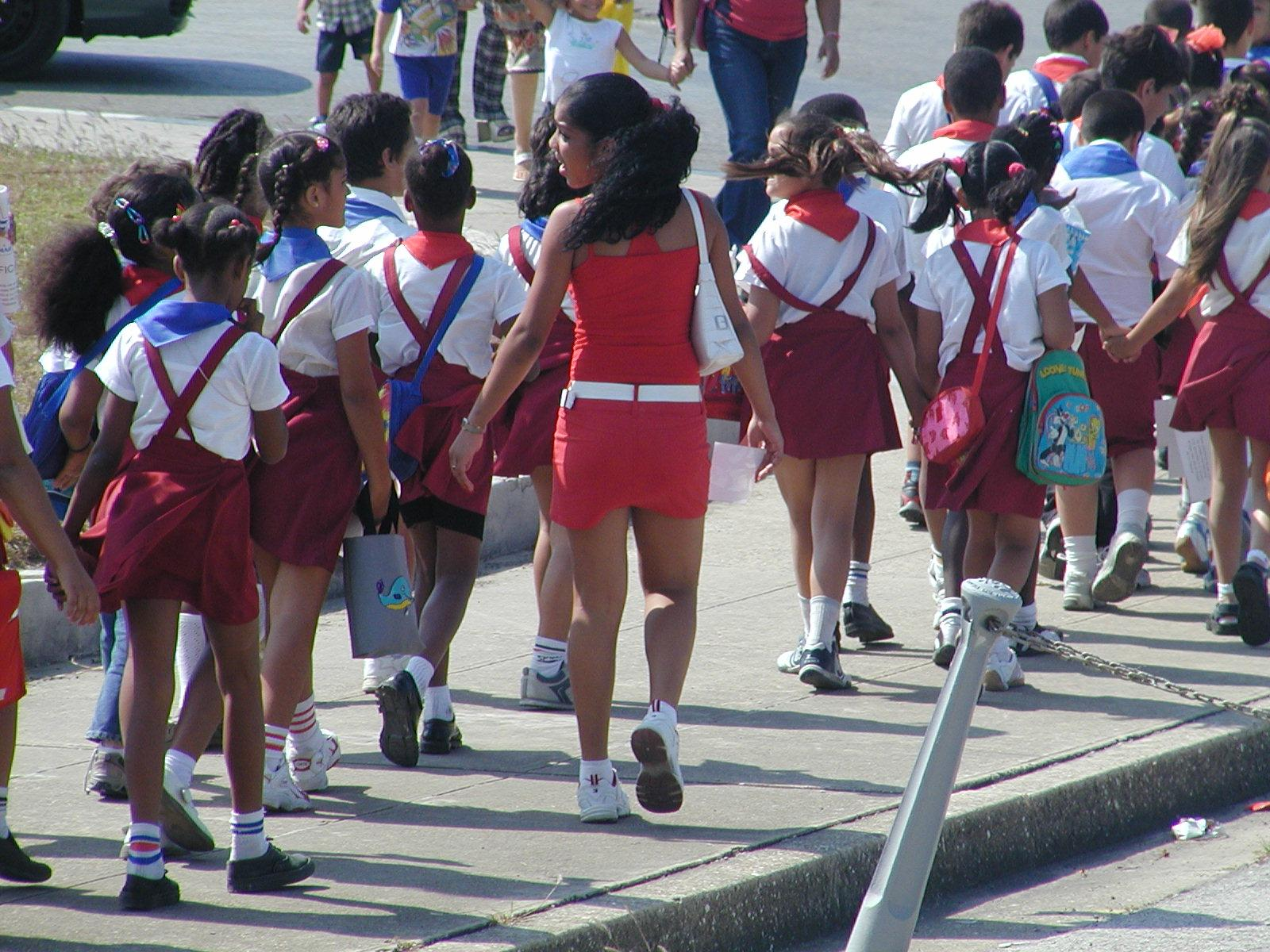
Écoliers à Cuba.

L'éducation à Cuba a été nationalisée à la suite de la révolution cubaine de 1959. Entièrement gérée par le gouvernement, l'éducation est encadrée par la constitution cubaine, qui dispose dans son chapitre V  (article 39) que les politiques éducatives et culturelles sont basées sur l'idéologie marxiste.

## Présentation
Le système éducatif comprend plusieurs dizaines d'institutions supérieures (en), dont notamment l'université de La Havane fondée en 1727.
Il n’existe pas d’école privée à Cuba, les parents sont obligés d’envoyer leurs enfants dans les écoles de l’État. Les parents récalcitrants peuvent être condamnés à des peines de prison.
Selon un article de 2010 du journal britannique The Independent, Cuba consacrerait environ 10 % de son budget à l'éducation, alors que le budget pour le Royaume-Uni s'élève à 4 % et à 2 % pour les États-Unis.

#### Ouvrages
- (en) Denise F. Blum, Cuban youth and revolutionary values : educating the new socialist citizen, University of Texas Press, Austin, 2011, 274 p.  (ISBN 9780292737488)
- (en) Martin Carnoy (et al.), Cuba's Academic Advantage: Why Students in Cuba Do Better in School, Stanford University Press, 2007, 209 p.  (ISBN 9780804755986)
- (es) Angel Huerta Martínez, La enseñanza primaria en Cuba en el siglo XIX (1812-1868), Diputación Provincial de Sevilla Sevilla, 1992, 501 p.  (ISBN 8477980756)
- (en) Theodore MacDonald, Making a new people : education in revolutionary Cuba, New Star Books, Vancouver, 1985, 248 p.  (ISBN 0919573479)

#### Chapitre d'ouvrages et articles de revues scientifiques
- (Chapitre) Hector Lemieux, « Le système d'éducation », in Comprendre Cuba, Ulysse, 2013  (ISBN 9782765808053)
- (Article) Joseph Casas, « Éducation et développement à Cuba », Revue Tiers-Monde, 1981, tome 22, no 85, p. 99-119
- (Article) Éric Mulot, Analyse économique des politiques éducatives en temps de crise à Cuba : la difficile préservation des acquis sociaux, Revue Tiers Monde, 2003/1, no173, p. 149-169, En ligne.
- (Article) Philippe Bayard, Analyse de la relation entre éducation et croissance à Cuba (1959-2009), Revue Tiers Monde, 2011/2, no206, p. 159-176, En ligne.
- (en)(Article) Martin Carnoy, Are Cuba's Schools Better than Ours?, Huffingtonpost, 31.12.1969 (màj 05.25.2011) Article en ligne, consulté le 14 février 2015.